# Гумбольдт (лунный кратер)
Кратер Гумбольдт (лат. Humboldt) — огромный сравнительно молодой ударный кратер у восточного лимба видимой стороны Луны. Название присвоено в честь немецкого филолога, философа, языковеда, государственного деятеля, дипломата Вильгельма Гумбольдта (1767—1835) и утверждено Международным астрономическим союзом в 1935 г. Образование кратера относится к позднеимбрийскому периоду.

## Описание кратера

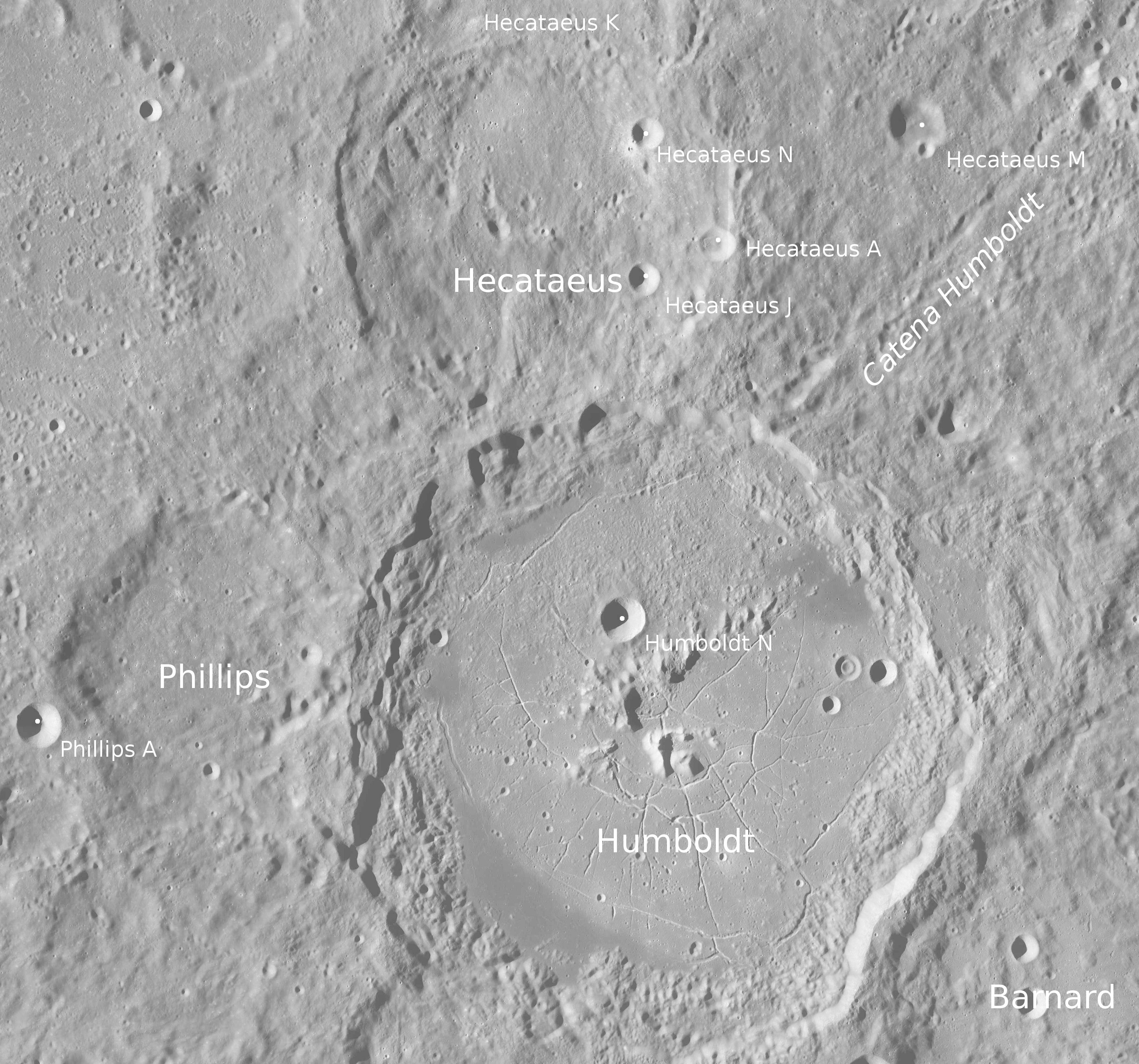
Окрестности кратера Гумбольдт. Снимок зонда Lunar Reconnaissance Orbiter.

Ближайшими соседями кратера являются кратер Филлипс на западе, кратер Гекатей на севере, кратер Кюри на северо-востоке, кратер Барнард на юго-востоке, кратер Абель на юге-юго-востоке. От северной части вала в северо-восточном направлении отходит цепочка кратеров Гумбольдта, на юго-востоке от кратера лежит Море Восточное. Селенографические координаты центра кратера 27°01′ ю. ш. 80°58′ в. д. / 27,02° ю. ш. 80,96° в. д., диаметр 199,5 км, глубина 5,16 км.

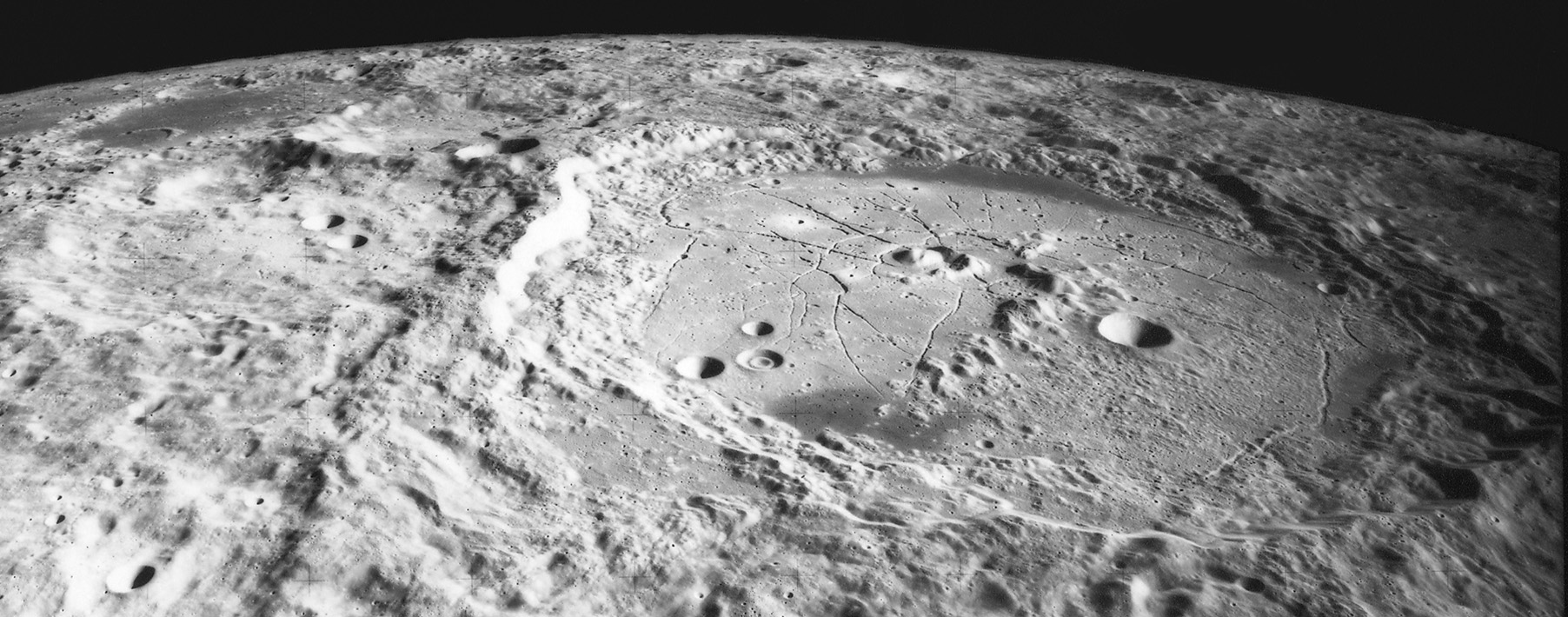
Снимок кратера с борта Аполлона-15.

Кратер имеет полигоналную форму c впадиной в юго-восточной части, в месте примыкания кратера Барнард. Вал кратера сравнительно невысок и сильно разрушен. Высота вала над окружающей местностью составляет 1910 м. Дно чаши кратера сравнительно ровное, в центре чаши расположена группа пиков, на севере-северо-западе от центральных пиков находится сателлитный кратер Гумбольдт N (см. ниже). Дно чаши кратера пересечено системой борозд, образующих радиальные лучи и концентрические дуги. В западной, северо-западной, северо-восточной и юго-западной части чаши находятся участки местности темного цвета. В восточной части чаши находится три небольших кратера, один из них является концентрическим кратером. 
Кратер Гумбольдт обладает яркой отражательной способностью в радарном диапазоне 70 см, что объясняется небольшим возрастом кратера и наличием многих неровных поверхностей и обломков пород. За счет своего расположения у восточного лимба Луны кратер при наблюдениях имеет сильно искаженную форму, условия его наблюдения зависят от либрации Луны.

## Сателлитные кратеры

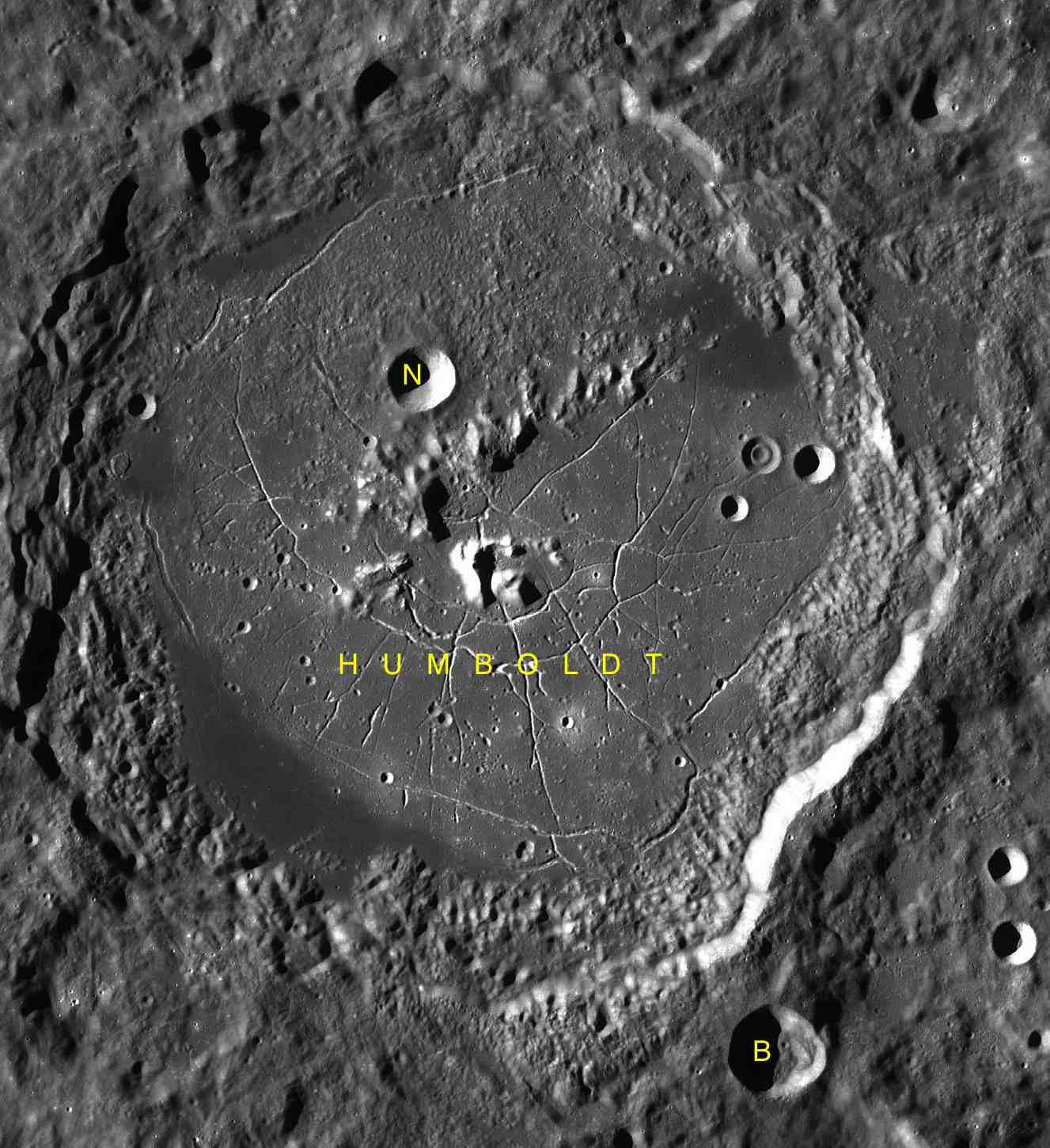
Фрагмент карты LAC-99.

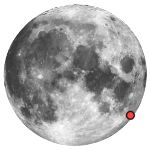
Месторасположение кратера

| Гумбольдт | Координаты                                            | Диаметр, км |
| --------- | ----------------------------------------------------- | ----------- |
| B         | 30°50′ ю. ш. 83°38′ в. д. / 30,83° ю. ш. 83,64° в. д. | 20,9        |
| N         | 26°03′ ю. ш. 80°39′ в. д. / 26,05° ю. ш. 80,65° в. д. | 14,5        |

## Галерея

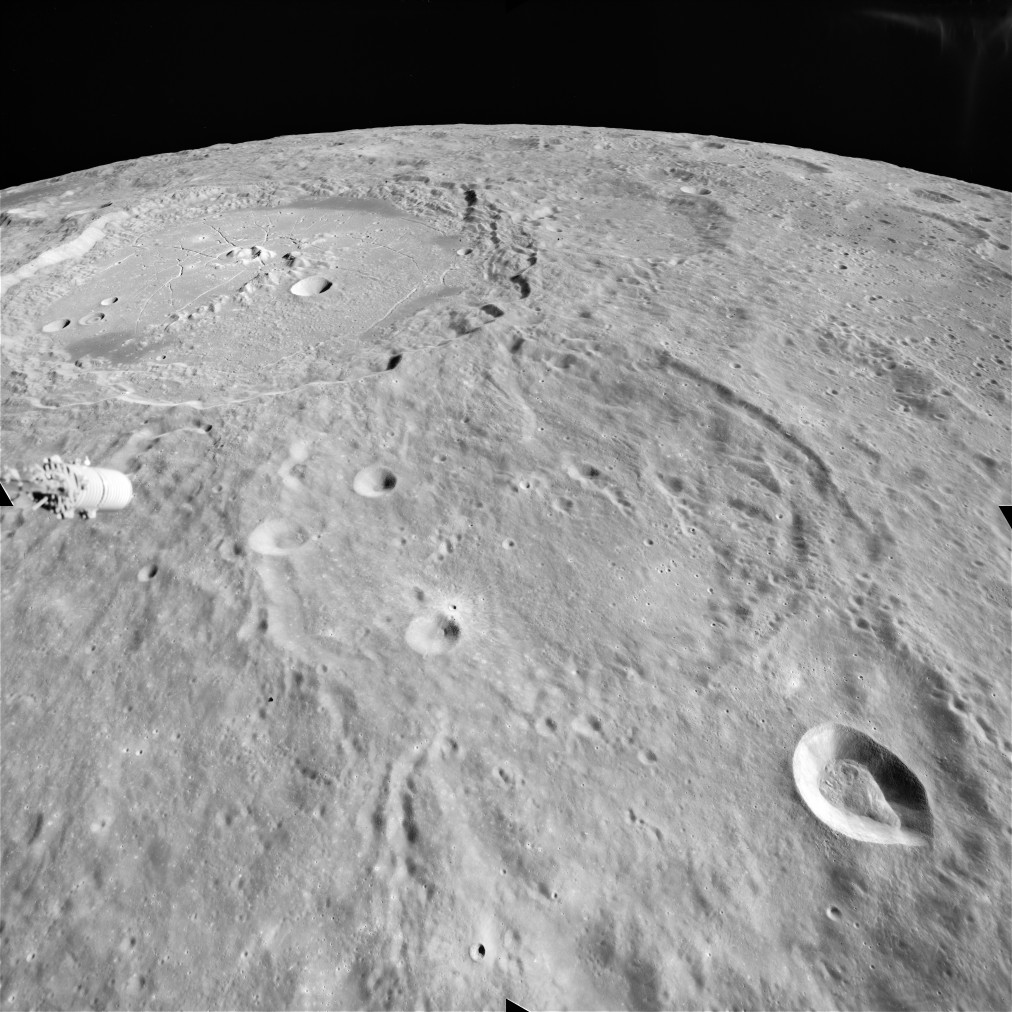
Кратеры Гекатей (в центре) и Гумбольдт (справа внизу) на снимке с борта Аполлона-15.
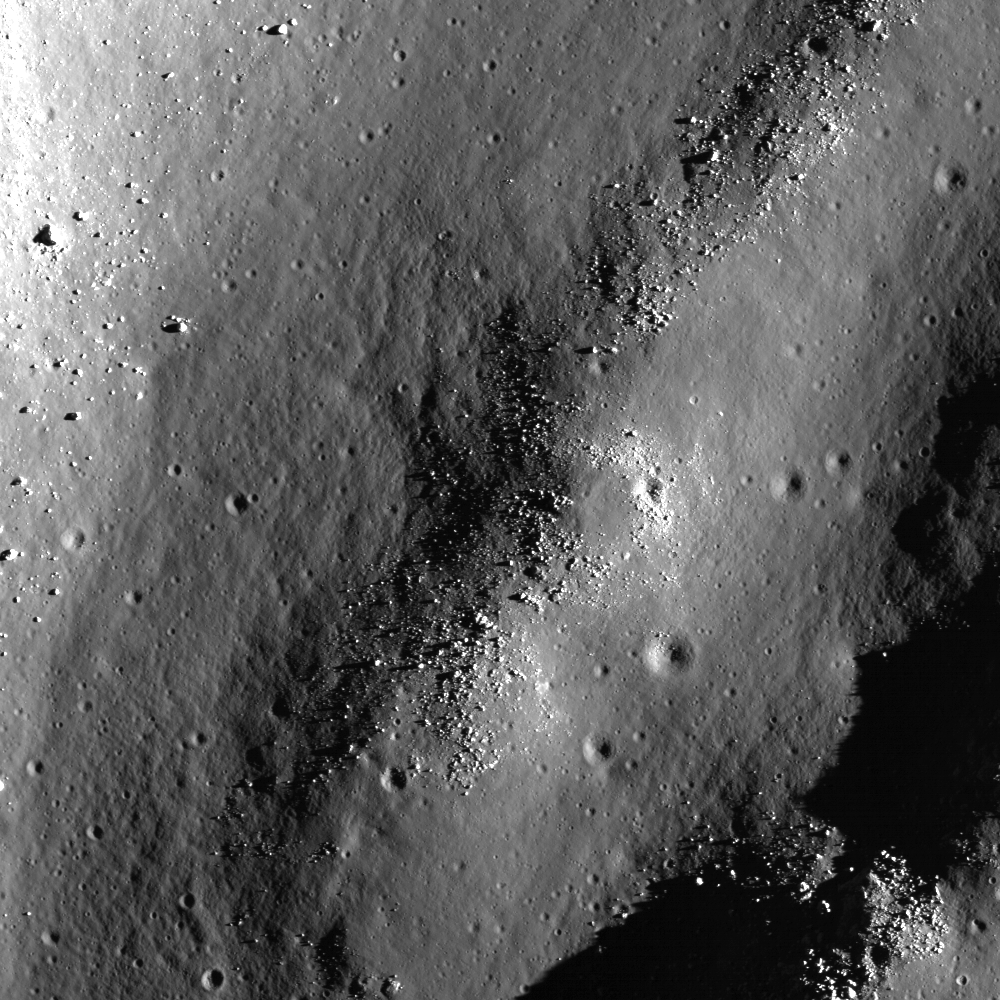
Фрагмент борозды в северо-западной части чаши кратера Гумбольдт. Снимок зонда Lunar Reconnaissance Orbiter, ширина снимка около 1000 м.]